# Club athlétique Brive Corrèze Limousin
Il Club athlétique Brive Corrèze Limousin, più frequentemente abbreviato CA Brive o semplicemente Brive, è un club francese di rugby a 15 di Brive-la-Gaillarde (Limosino).
Fondato nel 1910, non ha mai vinto il titolo di campione nazionale, pur essendo giunto 4 volte in finale (nel 1965, nel 1972, nel 1975 e nel 1996), tuttavia vanta una Coppa di Francia (nel 1996) e un titolo di campione d'Europa nel 1997.
Milita in massima divisione francese, il Top 14, e disputa i suoi incontri interni allo Stadio Amédée Domenech, impianto municipale capace di 15.000 posti.

## Palmarès
- Coppe di Francia: 1
1995-96
- Heineken Cup: 1
1996-97